# استریتس تایمز
استریتس تایمز (انگلیسی: The Straits Times) یک روزنامه قطع بزرگ روزانهٔ به زبان انگلیسی است که در سنگاپور واقع شده و در حال حاضر تحت مالکیت سنگاپور پرس است. سنگاپور پرس ادعا کرده که تیراژ روزانهٔ نسخه‌های چاپی و دیجیتال استریتس تایمز و ساندی تایمز ۳۸۳٬۶۰۰ نسخه است. این روزنامه در ۱۵ ژوئیهٔ ۱۸۴۵ با نام استریتس تایمز و ژورنال تجارت سنگاپور شروع به کار کرد. دو نسخهٔ جداگانه از استریتس تایمز برای میانمار و برونئی منتشر می‌شود که تیراژ آن‌ها به‌ترتیب ۵٬۰۰۰ و ۲٬۵۰۰ نسخه است.